# Fundação para os Direitos Individuais na Educação
A Fundação para os Direitos Individuais na Educação (FIRE) é um grupo de liberdades civis sem fins lucrativos fundado em 1999 que se concentra em proteger os direitos de liberdade de expressão em campi universitários nos Estados Unidos.  

## História
O FIRE foi co-fundado por Alan Charles Kors e Harvey Silverglate, que foram co-diretores do FIRE até 2004. Silverglate havia servido no conselho da American Civil Liberties Union (ACLU) de Massachusetts. A organização foi fundada especificamente para ser não ideológica e apartidária.  Kors serviu como o primeiro presidente e presidente do FIRE. Seu primeiro diretor executivo e, posteriormente, CEO, foi Thor Halvorssen. 
O FIRE é composto por professores, especialistas em políticas e intelectuais públicos que abrangem o espectro político.  Seu conselho de administração inclui conservadores, progressistas e libertários.  O FIRE recebeu financiamento da Bradley Foundation, Sarah Scaife Foundation e do Charles Koch Institute, organizações que apoiam principalmente causas conservadoras.  

## Áreas de política

### Códigos de fala
O FIRE se opõe aos códigos de fala dos campi universitários.  Em abril de 2007, Jon B. Gould, um autor e membro do corpo docente da George Mason University, criticou os métodos de classificação do FIRE, alegando que o FIRE havia exagerado grosseiramente a prevalência de códigos de discurso inconstitucionais. 
Em seu livro Speech Out of Doors: Preserving First Amendment Liberties in Public Places, o professor de direito Timothy Zick escreveu "em grande parte devido ao litígio [do FIRE] e outros esforços de advocacia, as políticas de zoneamento expressivo do campus foram destacadas, alteradas e, em vários casos, revogadas." 

### Devido Processo Legal
O grupo também visa situações em que alunos e professores são julgados fora dos limites do devido processo legal que lhes é concedido pela lei constitucional ou pela política universitária declarada. 

## Ações judiciais

### Universidades públicas
O FIRE juntou-se a vários outros grupos de liberdades civis no caso Hosty v. Carter, envolvendo a supressão de um jornal estudantil na Governors State University em Illinois,  e esteve envolvido em um caso na Universidade Estadual do Arizona onde condenou a listagem de uma aula como aberta apenas a estudantes nativos americanos. 
Em 2008, o professor universitário Kerry Laird recebeu ordens do Temple College para remover a citação "Gott ist tot" (Deus está morto), uma citação famosa de Nietzsche, da porta de seu escritório. O FIRE escreveu uma carta à administração da Temple sugerindo a possibilidade de ação legal. 
Em 2021, em resposta ao conselho de administração da Universidade da Carolina do Norte em Chapel Hill se recusando a dar mandato a Nikole Hannah-Jones, o FIRE divulgou um comunicado dizendo "se é verdade que essa recusa foi resultado de discriminação de ponto de vista contra Hannah-Jones, particularmente com base na oposição política à sua nomeação, esta decisão tem implicações perturbadoras para a liberdade acadêmica". 

### Universidades particulares
O FIRE criticou a política de má conduta sexual da Universidade Columbia;  de acordo com o FIRE, a política "carecia até mesmo das mais mínimas salvaguardas e princípios fundamentais de justiça".  A controvérsia levou à renúncia de Charlene Allen, coordenadora do programa da Columbia para o Escritório de Prevenção e Educação de Má Conduta Sexual, cujas políticas estavam no centro da controvérsia. A renúncia de Allen foi considerada em parte devido ao ativismo do FIRE. 